# Rhynchostegiella brachypodia
Rhynchostegiella brachypodia är en bladmossart som beskrevs av Fleischer 1923. Rhynchostegiella brachypodia ingår i släktet nålmossor, och familjen Brachytheciaceae. Inga underarter finns listade i Catalogue of Life.